# Distrito de la Guardia de Chinkai
El Distrito de la Guardia de Chinkai (鎮海警備府, Chinkai Keibifu) fue la principal base naval de la Armada Imperial Japonesa en la Corea dominada por los japoneses antes y durante la Segunda Guerra Mundial. Ubicado en el sur de Corea (en la actualidad Jinhae, República de Corea), el Distrito de la Guardia de Chinkai era responsable del control del estratégico Estrecho de Kanmon y de las patrullas a lo largo de la costa coreana y en el Mar del Japón.

## Historia
Los Distritos de la Guardia (警備府, Keibifu) eran bases navales de segundo nivel, similares a los Distritos Navales de primer nivel (鎮守府), con instalaciones de atraque, abastecimiento de combustible y reabastecimiento, pero generalmente carecían de un astillero o escuela de entrenamiento. Solían establecerse mediante vías fluviales estratégicas o ciudades portuarias importantes con fines defensivos. En concepto, el Distrito de la Guardia era similar al concepto de Fronteras Marítimas de la Armada de los Estados Unidos. El Distrito de la Guardia mantenía una pequeña fuerza como guarnición y Fuerzas Navales Terrestres que reportaban directamente al comandante del Distrito de la Guardia, y albergaba destacamentos de las flotas numeradas de forma temporal.
El puerto de Chinkai en Corea era un área con una larga relación con Japón, habiendo sido la ubicación de un asentamiento comercial japonés en los siglos XV y XVI. Más recientemente, fue el lugar donde el almirante Tōgō Heihachirō reunió su Flota Combinada mientras esperaba la llegada de la Flota del Báltico rusa antes de la batalla de Tsushima en la Guerra ruso-japonesa.
Después de la anexión de Corea por el Imperio del Japón en 1905, la Armada Imperial Japonesa construyó amplias instalaciones portuarias, transformando la pequeña ciudad en un importante puerto naval. El puerto se actualizó a un Distrito de la Guardia el 1 de abril de 1916; sin embargo, después de la Guerra ruso-japonesa perdió la mayor parte de su importancia estratégica y se consideró como una base de descanso. Tras la rendición de Japón, Chinkai fue ocupada por el 64.º Escuadrón Destructor de la Armada de los Estados Unidos dirigido por el USS Harry E. Hubbard (DD-748). Fue reparado y siguió utilizándose como base naval durante la Guerra de Corea. Después de la independencia de Corea en 1945, la base naval fue entregada a la Armada de la República de Corea y sigue siendo una importante base naval hasta la fecha.
Una base naval subsidiaria dependiente del Distrito de la Guardia de Chinkai existía en Rashin (actual Rasŏn, Corea del Norte), en la costa este de Corea, cerca de la frontera con la Unión Soviética.

## Orden de batalla durante el ataque a Pearl Harbor
- Distrito de la Guardia Chinkai (Almirante Ikuta Sakamoto)
  - Destructor japonés Minekaze
  - AP Ryotaku Maru
- Grupo Aéreo Chinkai
  - 6 × Kawanishi E7K Alf
- Fuerza de la Guardia Chinkai
  - 32.ª División de Destructor (Almirante Owada)
    - Destructor japonés Asagao
    - Destructor japonés Fuyo
    - Destructor japonés Karukaya

  - 48.ª División de dragaminas
  - 49.ª División de dragaminas
  - Fuerza en la base de Rashin (Almirante Sukigara)

## Lista de Comandantes

### Oficiales al mando
- Vicealmirante Kujuro Yamaguchi (1 de abril de 1916 - 1 de diciembre de 1916)
- Vicealmirante Kichitaro Togo (1 de diciembre de 1916 - 1 de diciembre de 1918)
- Vicealmirante Hiromi Tadokoro (1 de diciembre de 1918 - 1 de diciembre de 1919)
- Vicealmirante Tomojiro Chisaka (1 de diciembre de 1919 - 1 de diciembre de 1920)
- Vicealmirante Kazuyoshi Yamaji (1 de diciembre de 1920 - 1 de diciembre de 1922)
- Almirante Saburo Hyakutake (1 de diciembre de 1922 - 1 de junio de 1923)
- Vicealmirante Shozo Kuwashima (1 de junio de 1923 - 5 de febrero de 1924)
- Vicealmirante Kikuo Matsumura (5 de febrero de 1924-15 de abril de 1925)
- Vicealmirante Taro Inutsuka (15 de abril de 1925 - 1 de diciembre de 1926)
- Vicealmirante Naotaro Nagasawa (1 de diciembre de 1926 - 1 de diciembre de 1927)
- Vicealmirante Junichi Kiyokawa (1 de diciembre de 1927 - 1 de julio de 1929)
- Vicealmirante Kanjiro Hara (1 de julio de 1929 - 1 de diciembre de 1930)
- Almirante Mitsumasa Yonai (1 de diciembre de 1930 - 1 de diciembre de 1932)
- Almirante Koichi Shiozawa (1 de diciembre de 1932-17 de enero de 1934)
- Vicealmirante Hisao Ichimura (17 de enero de 1934-15 de noviembre de 1934)
- Vicealmirante Seizaburo Kobayashi (15 de noviembre de 1934 - 16 de marzo de 1936)
- Vicealmirante Tsugumatsu Inoue (16 de marzo de 1936 - 1 de diciembre de 1936)
- Vicealmirante Keitaro Hara (1 de diciembre de 1936 - 1 de diciembre de 1937)
- Vicealmirante Jugoro Arichi (1 de diciembre de 1937-15 de noviembre de 1938)
- Vicealmirante Sonosuke Kobayashi (15 de noviembre de 1938-15 de abril de 1940)
- Almirante Nishizo Tsukahara (15 de abril de 1940 - 1 de septiembre de 1941)
- Vicealmirante Ikuta Sakamoto (1 de septiembre de 1941-15 de septiembre de 1942)
- Vicealmirante Eiji Goto (15 de septiembre de 1942 - 9 de septiembre de 1944)
- Vicealmirante Takazumi Oka (9 de septiembre de 1944 - 20 de abril de 1945)
- Vicealmirante Gisaburo Yamaguchi (20 de abril de 1945 - septiembre de 1945)

### Jefes de Estado Mayor
- Contralmirante Tsuneha Sano (4 de abril de 1916 - 1 de diciembre de 1917)
- Contralmirante Heigo Teraoka (1 de diciembre de 1917-26 de mayo de 1919)
- Contralmirante Yasuzo Torisaki (15 de junio de 1921-10 de noviembre de 1922)
- Contralmirante Chikateru Takasaki (10 de noviembre de 1922 - 1 de diciembre de 1924)
- Contralmirante Naojiro Honshuku (1 de diciembre de 1924 - 1 de diciembre de 1926)
- Contralmirante Sunao Matsuzaki (1 de diciembre de 1926 - 10 de diciembre de 1928)
- Contralmirante Kentaro Kojima (15 de noviembre de 1930-15 de noviembre de 1932)
- Vicealmirante Yoshinobu Shishido (15 de noviembre de 1932 - 1 de noviembre de 1934)
- Contralmirante Kohei Ochi (1 de noviembre de 1934 - 1 de diciembre de 1936)
- Contralmirante Junichi Mizuno (1 de diciembre de 1936 - 1 de diciembre de 1937)
- Vicealmirante Sadaichi Matsunaga (1 de diciembre de 1937-15 de noviembre de 1939)
- Vicealmirante Tamotsu Takama (15 de noviembre de 1939-15 de noviembre de 1940)
- Contralmirante Shigeki Ando (15 de noviembre de 1940 - 25 de febrero de 1942)
- Contralmirante Keiichi Onishi (25 de febrero de 1942 - 25 de junio de 1943)
- Contralmirante Katsuya Sato (25 de junio de 1943-15 de agosto de 1944)
- Contralmirante Chitoshi Ishizuka (15 de agosto de 1944-15 de abril de 1945)
- Contralmirante Haruo Katsuta (15 de abril de 1945-29 de noviembre de 1945)